# Дрізд чорноволий
Дрізд чорноволий (Turdus atrogularis) — вид горобцеподібних птахів родини дроздових (Turdidae). Мешкає в Азії. В Україні рідкісний, залітний вид.

## Опис

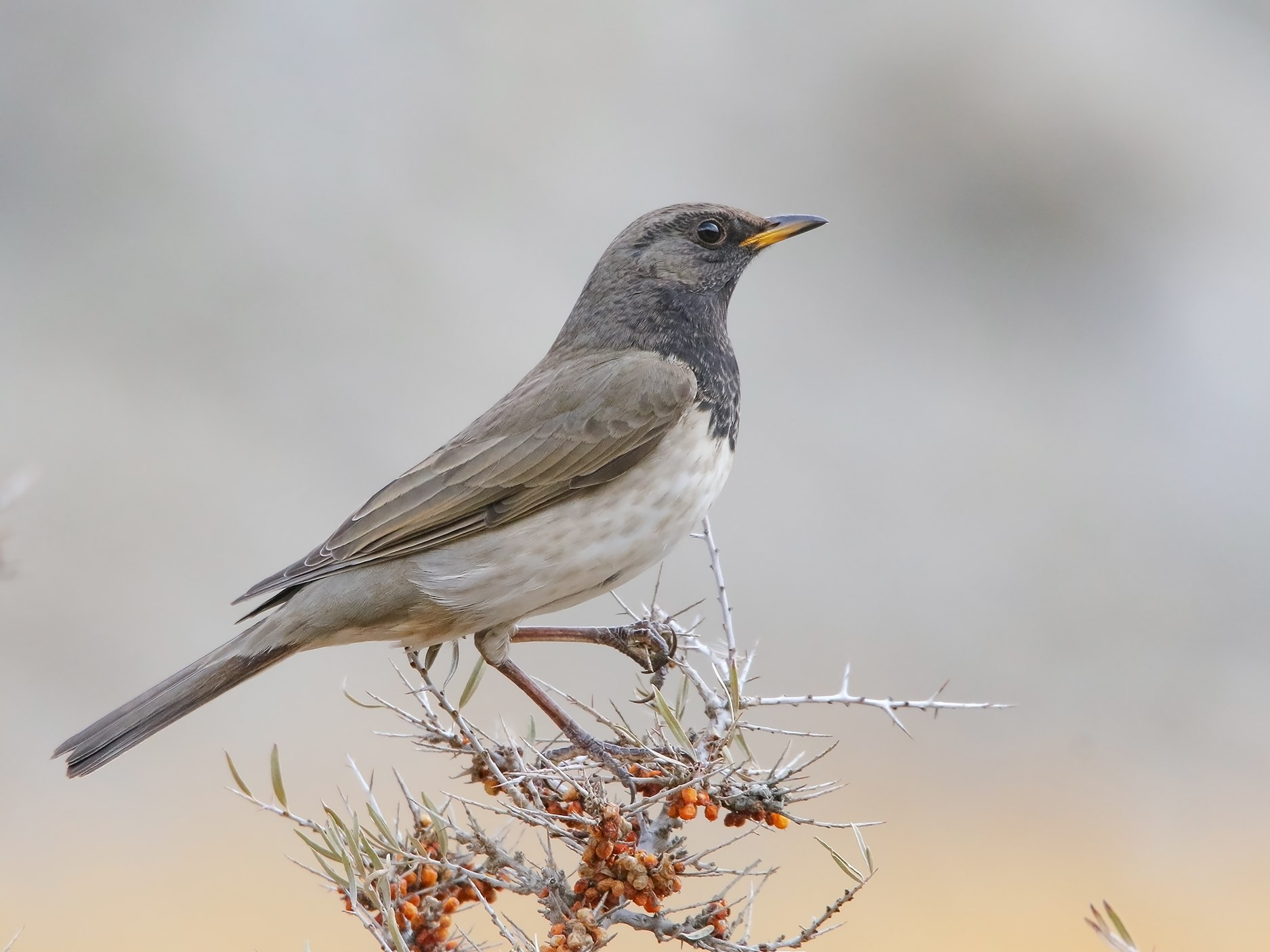
Чорноволий дрізд

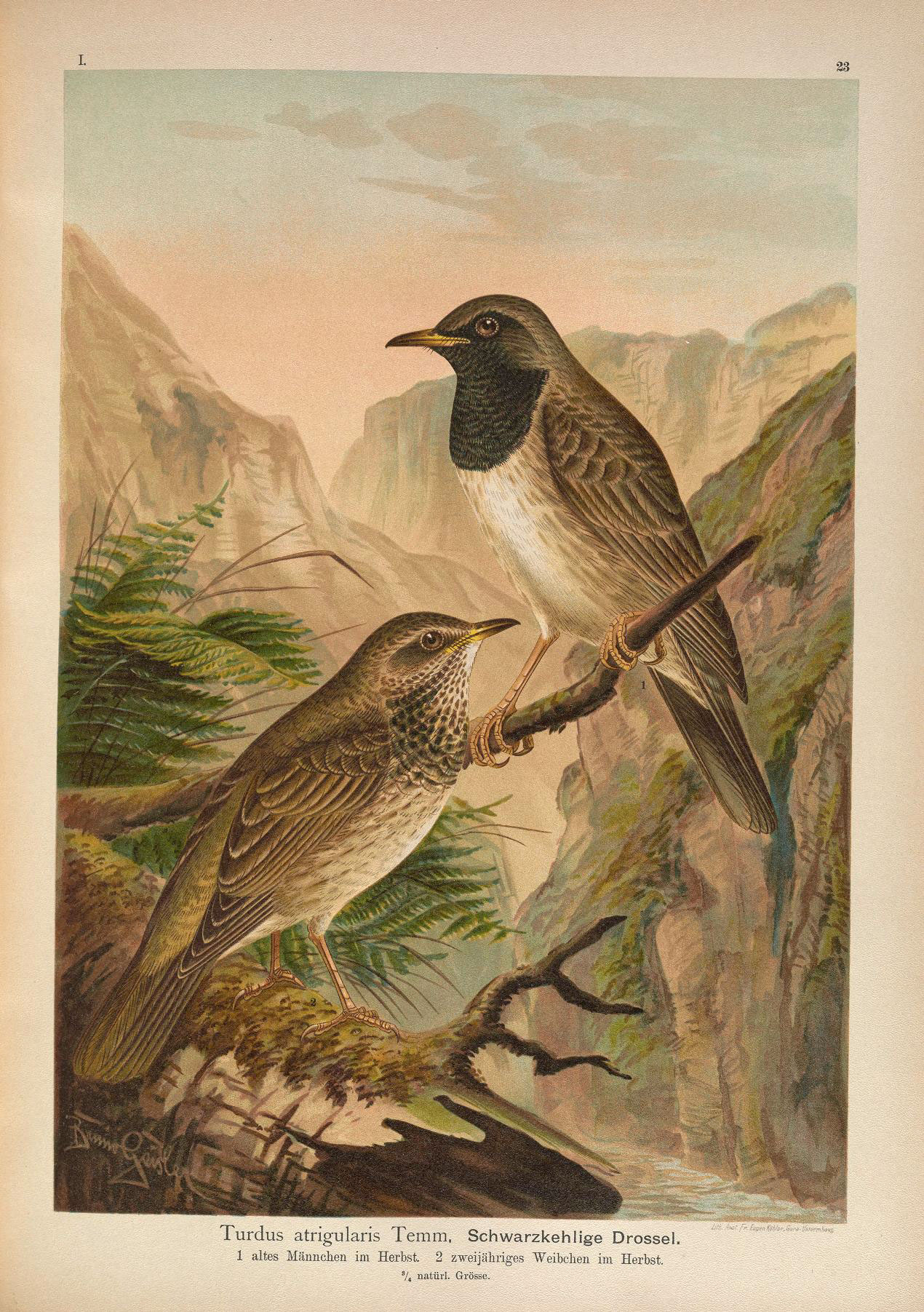
Пара чорноволих дроздів

Довжина птаха становить 24-27 см, вага 70-110 г. У самців верхнЯ частина тіла бурувато-сіра. На підборідді, горлі і грудях є чорна пляма, решта нижньої частини тіла білувата, боки поцятковані нечіткими темними смужками. Нижні покривні пера крил руді, помітні в польоті. Дзьоб чорнуватий, знизу біля основи жовтий. У самиць, замість суцільної чорної плями, горло і груди поцятковані чорними смугами. Забарвлення молодих птахів подібне до забарвлення самиць, однак спина у них поцяткована світлими смужками, покривні пера крил мають руді края, груди і боки поцятковані темними смужками.

## Поширення і екологія
Чорноволі дрозди гніздяться на Уралі і в Сибіру на схід до Забайкалля, а також на північному сході Монголії та в горах Південного Алтаю (зокрема, в горах Тарбагатай) на північному сході Казахстану і на північному заході Сіньцзяну (Китай). У вересні-жовтні вони мігрують на південь, де зимують на високогір'ях Центральної Азії, в долинах Амудар'ї, Сирдар'ї та Інду, на Іранському нагір'ї, іноді на північному сході Аравії, в Гімалаях і на півночі Індії. Бродячі птахи спостегілался в Європі, зокрема в Україні, в Японії і Таїланді.
Чорноволі дрозди живуть в тайзі, хвойних і мішаних лісах з густим підліском,, зокрема в соснових лісах, на узліссях і галявинах, на болотах, в модринових, тополевих і березових гаях, у верболозах і крушинових заростях (Rhamnus), на висоті до 4200 м над рівнем моря. Зимують у високогірних чагарникових заростях, на узліссях, полях, пасовищах і в садах. На зимівлі чорноволі дрозди зустрічаються великими зграями, часто приєднуються до змішаних зграй птахів разом з індійськими і вузькобровими дроздами та з дроздами-омелюхами, на міграції їх часто можна побачити з темними дроздами.
Чорноволі дрозди живляться переважно безхребетними, яких шукають на землі, зокрема кониками, жуками, гусінню, дощовими червяками і равликами. Взимку велику роль в їх раціоні відіграють ягоди. Сезон розмноження у чорноволих дроздів триває з травня по липень. Гніздо робиться з гілочок, трави, моху, лишайників і глини, встелюється тонкою травою. В кладці від 3 до 7 блакитнуватих або зеленуватих, поцяткованих бурими або рудуватими плямками яєць. Інкубаційний період триває 10-12 днів. Пташенята покидають гніздо через 11-13 днів післдя вилуплення.

## Збереження
МСОП класифікує цей вид як такий, що не потребує особливих заходів зі збереження. За оцінками дослідників, популяція чорноволих дроздів становить від 100 до 500 тисяч птахів.